# Bataille de Gabiène
Guerres des Diadoques
Batailles
Guerres des Diadoques
- Hellespont
- Orcynia
- Crétopolis
- Paraitacène
- Gabiène
- Gaza
- Guerre babylonienne
- Salamine de Chypre
- Rhodes
- Ipsos
- Couroupédion

La bataille de Gabiène (début de l'hiver 316 av. J.-C.) fait suite à la bataille de Paraitacène dans le contexte des guerres des Diadoques déclenchées après la mort d'Alexandre le Grand. Elle est la confrontation décisive entre Antigone le Borgne, satrape de Phrygie et maître de l'Asie Mineure, et Eumène de Cardia, stratège d'Asie de la régence du royaume de Macédoine.

## Contexte historique
Diodore de Sicile et Plutarque ont rédigé leurs récits de la bataille à partir du point de vue de Hiéronymos de Cardia, aide personnel d'Eumène de Cardia avant qu'il ne prête allégeance à Antigone le Borgne.
Les deux stratèges ont auparavant livré une bataille indécise en Paraitacène puis hiverné aux confins de la Perse et de la Médie en 317-316. Après plusieurs jours de marche rapide dans le désert, Antigone, lancé à la poursuite d'Eumène, parvient en Gabiène, district de Médie au nord de la Susiane. Alors que leurs camps ne sont distants que de 40 stades (7 km), les deux armées sont disposées en vue de l’engagement décisif. Le satrape Sibyrtios fuit à la tête de ses troupes, abandonnant Eumène juste avant le début des combats.

## Origines et effectifs des troupes
Comme pour beaucoup d'autres batailles de l'Antiquité, les effectifs varient entre les sources et peuvent être contredits par les historiens modernes. D'après le compte-rendu de Diodore de Sicile, l'armée d'Antigone le Borgne comporte environ 24 000 fantassins lourds, dont 8 000 phalangites macédoniens, 8 000 pantodapoi (colons grecs et mercenaires asiatiques armés à la macédonienne), 5 000 mercenaires grecs et 3 000 hoplites lyciens et pamphyliens. Le reste de l'infanterie est composé d'un nombre inconnu de fantassins légers. La cavalerie compte 9 000 cavaliers légers (lanciers, javeliniers et archers à cheval), 1 000 cavaliers lourds (armés comme des Compagnons), 300 gardes d'Antigone, 800 asthippoi (contre-cavaliers) mèdes et 65 éléphant de guerre.
Du côté d'Eumène de Cardia on compte 17 000 fantassins lourds comprenant 5 000 phalangites (colons macédoniens et asiatiques), 3 000 vétérans argyraspides (ou « Boucliers d’argent »), 3 000 hypaspistes et 6 000 mercenaires grecs. L'infanterie légère est composée d'environ 18 000 hommes. La cavalerie est formée de 6 000 cavaliers lourds (armés comme des Compagnons) et légers et de 114 éléphants de guerre.

## Déroulement de la bataille

Première phase de la bataille

Deuxième phase de la bataille

La bataille est tout aussi indécise et meurtrière que celle livrée en Paraitacène. Les deux généraux se sont placés l'un en face de l'autre à la tête de leur cavalerie. La bataille commence par les assauts des éléphants disposés par intervalle au devant de la phalange ; puis les deux cavaleries s'avancent l'un contre l'autre. Le champ de bataille (une vaste plaine inculte avec des efflorescences de sel) est tellement sec que de grands nuages de poussière s’élèvent au passage des chevaux. Antigone remarque cela et ordonne à ses cavaliers mèdes et tarentins, sous le commandement de Peithon, de manœuvrer de flanc afin d'attaquer le camp adverse.
Pendant ce temps, sur le flanc droit, la cavalerie lourde d'Antigone (accompagné de son fils Démétrios), charge victorieusement les tirailleurs et les cavaliers de Peucestas, lequel fuit le champ de bataille à la tête de 1 500 hommes. Eumène se trouve isolé à l'extrémité de son aile mais choisit de poursuivre le combat avec pour but d'attaquer personnellement Antigone. Il subit de lourdes pertes et gagne son aile droite pour rejoindre son général Philippe avec ordre d'éviter l'engagement.
Du côté de l'infanterie, les Argyraspides d'Antigénès montrent leur vaillance en enfonçant la phalange adverse qui compte 5 000 tués. Les vétérans (certains ont plus de 60 ans) ont en effet été placés en face de la phalange car celle-ci éprouverait l'impression de combattre leurs propres pères. Antigone ordonne alors à ses cavaliers légers d'attaquer les Argyraspides sur leurs arrières. Mais au lieu de paniquer, ils forment un grand carré et se replient en toute sécurité.
Disposant encore d'une armée puissante, Eumène tente de convaincre ses troupes de livrer à nouveau bataille. Cependant, les satrapes ralliés à sa cause souhaitent se retirer afin de protéger leurs possessions respectives. Les Argyraspides, ayant appris qu'Antigone détient leurs proches en otages et la fortune qu'ils avaient amassée durant quarante années de combats ininterrompus, décident de négocier en secret avec Antigone. Ils lui livrent donc Eumène et ses principaux officiers en échange de la restitution de leurs biens et familles.

## Conséquences de la bataille
Les troupes d'Antigone parviennent à persuader leur chef, bien qu'initialement réticent, d'exécuter Eumène, conformément aux dispositions du conseil de Triparadisos (Eumène est en effet rendu coupable de la mort du populaire Cratère). Le satrape d'Inde Eudamos ainsi qu'Antigénès et Teutamos subissent le même sort. 
Les Macédoniens de l'« armée royale » rejoignent alors les rangs d'Antigone tandis que les Argyraspides, étant donné la déloyauté dont ils ont fait preuve, sont envoyés dans la lointaine satrapie d'Arachosie, aujourd'hui en Afghanistan. Le satrape local, Sibyrtios, reçoit l'ordre de les envoyer accomplir des missions périlleuses qui déciment cette unité d'élite. À l'issue de la bataille, Antigone reçoit l'allégeance de Hiéronymos de Cardia, le futur historien des diadoques.
Cette bataille, l'une des plus importantes des guerres des Diadoques, marque l'essor des « forces centrifuges » au détriment de la régence macédonienne dirigée alors par Polyperchon. Antigone ambitionne dès lors de devenir maître des satrapies d'Asie et de renforcer sa mainmise en Europe.

## Postérité
Cette bataille, ainsi que celle de Paraitacène, illustrent la pérennité de la stratégie forgée par Alexandre le Grand : ordre oblique, diversion de la cavalerie, phalange faisant office d'« enclume » par sa capacité de résistance, cavalerie faisant office de « marteau » par une charge dans les intervalles. Elles montrent aussi l'importance (du moins en effectifs) des troupes légères et des éléphants de guerre qui deviendront le standard des armées hellénistiques.
Cette bataille révèle par ailleurs l'intelligence tactique d'Antigone, capable de profiter d'un nuage de poussière pour contourner les flancs de l'adversaire et foncer vers son campement. Elle témoigne enfin de l'aspect psychologique prépondérant dans tous conflits : Eumène est vaincu d'abord à cause de l’insubordination de ses généraux et de la crainte qu'ont les argyraspides de perdre leurs familles et leurs trésors.

### Sources antiques
- Diodore de Sicile, Bibliothèque historique [détail des éditions] [lire en ligne], XIX, 39, 6 ; 40-43 .
- Plutarque, Vies parallèles [détail des éditions] [lire en ligne], Vie d'Eumène, 16, 1-11.